# Meiktila
Meiktila est une ville du centre de la Birmanie (Myanmar) située dans la Région de Mandalay. Elle comptait 252 305 habitants en 1901.[réf. nécessaire]

## Histoire

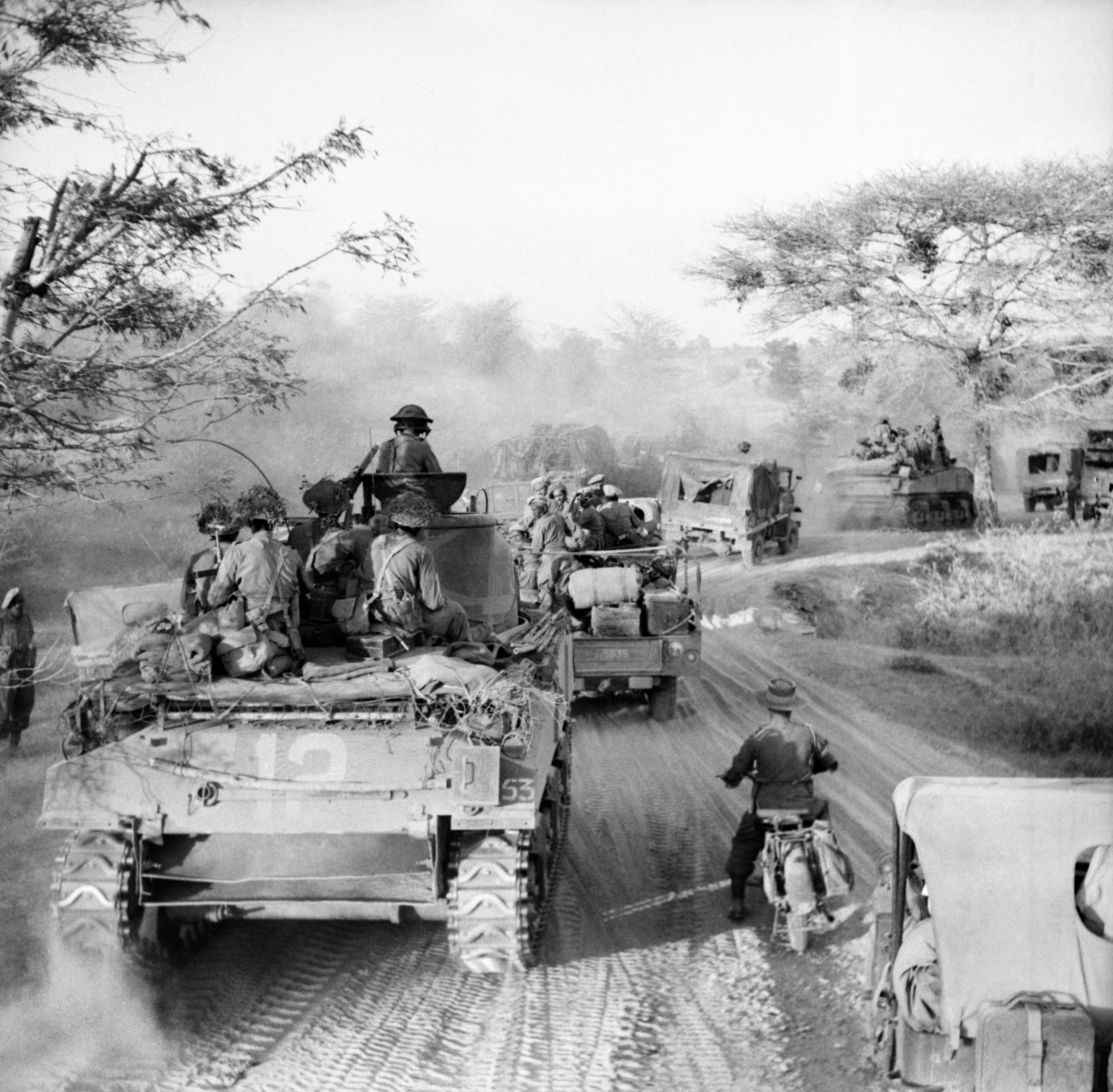
Des chars Sherman et des camions de la motorisée avançant vers Meiktila en mars 1945.

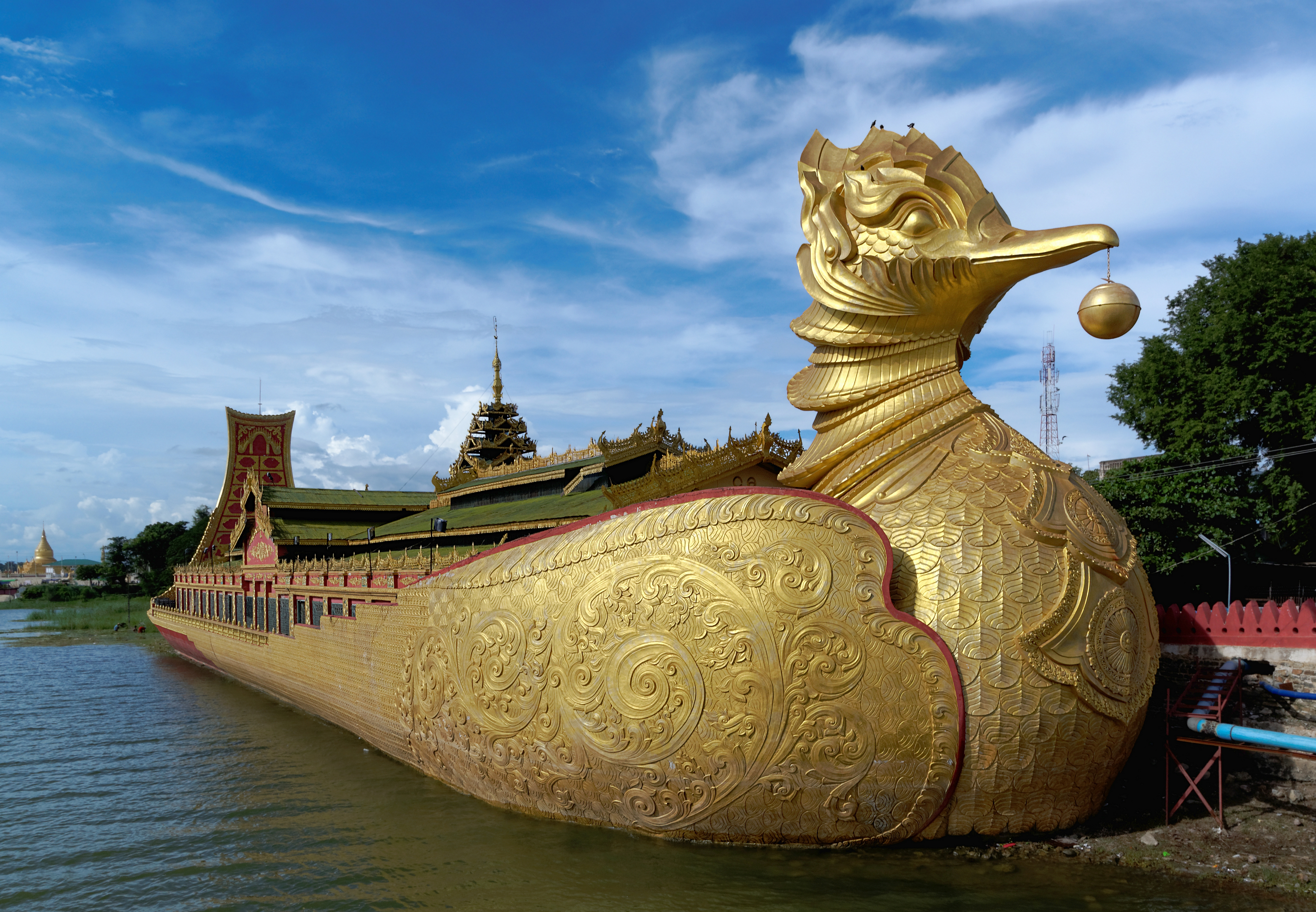
Pagode Phaung Daw U avec l'oiseau mythique Kalaviṅka.

Elle est située sur le bord du lac Meiktila (en), un ancien réservoir utilisé pour l'irrigation et l'eau potable, et qui, selon la légende, aurait été creusé il y a 2 500 ans par le grand-père de Bouddha. Long de 11 km, large en moyenne de 0,8 km, pour une surface de 9 km², il est alimenté en eau par le barrage de Mone-Dai.
Meiktila se trouve à la jonction des routes Rangoon-Mandalay (sud-nord) et Bagan-Taunggyi (ouest-est). Elle possède aussi une route vers Myingyan. Ces éléments, associés à la présence d'un aéroport militaire, en font un point stratégique important. À la fin de la Seconde Guerre mondiale, la ville constituait le centre logistique des 15e et 33e armées japonaises. Les Britanniques s'en emparèrent après avoir attiré les réserves japonaises plus au nord en attaquant Mandalay (mars 1945).
Le 22 mars 2013, l'état d'urgence a été imposé en ville après la mort de douzaines de personnes et plus de 12 000 expulsions, majoritairement de musulmans, provoquées par des émeutes bouddhistes,. Cette violence s'est ensuite étendue à d'autres régions de Birmanie, comme Okpho et Gyobingauk, dans la Région de Bago.
La ville possède deux universités et plusieurs établissements d'enseignement réputés.

## District de Meiktila
Meiktila est aussi le centre d'un des sept districts et d'une des 31 municipalités de la Région de Mandalay.
Entre 1900 et 1940, elle avait été le centre d'une des 6 divisions de la Haute-Birmanie britannique. Cette division de Meiktila fut rattachée en 1940 au district de Mandalay, et sa capitale transférée dans cette ville.

## Source
- (en) Cet article est partiellement ou en totalité issu de l’article de Wikipédia en anglais intitulé « Meiktila » (voir la liste des auteurs).